# Congrégation de Jésus
La Congregatio Jesu (en latin : Instituti B. Mariae Virginis) sont une congrégation religieuse féminine enseignante et hospitalière de droit pontifical.

## Histoire
La congrégation est fondée par Mary Ward (1585-1645) en 1609 à Saint-Omer pour l'enseignement en Angleterre, et à cette fin, elle ouvre une école et un pensionnat pour les filles anglaises des familles nobles, auxquelles elle joint une école pour les filles du peuple. Les sœurs suivent les constitutions de la Compagnie de Jésus (ce qui a valu aux sœurs le surnom péjoratif de « Jésuitesses »). La congrégation se répand rapidement en Belgique, en Allemagne, en Italie, en Autriche et en Angleterre, mais le modèle d'organisation de l'institut et les soupçons d'hérésie qui commencent à peser sur la communauté poussent le pape Urbain VIII à la supprimer par la bulle Pastoralis Romani Pontificis du 13 janvier 1631. Les sœurs sont cependant autorisées à continuer la vie communautaire, même privée, et à se consacrer à l'éducation.
À défaut d'obtenir la reconnaissance pontificale, vers 1700, Anna Barbara Babthorpe, nouvelle supérieure de la congrégation, décide de transférer la maison générale de Rome à Munich où, grâce au soutien des princes électeurs, elle obtient le bref Inscrutabili divinae Providentiae du pape Clément XI (13 juin 1703 ), par lequel les règles des dames anglaises sont approuvées mais pas leur institut. La règle approuvée par le pontife est composée de 81 règles tirées des constitutions de la Compagnie de Jésus qui reste en vigueur jusqu'en 1935, lorsque le Saint-Siège approuve de nouvelles constitutions. 
En 1745, Joseph de Hesse, évêque d'Augsbourg, interdit aux sœurs des deux maisons de l'institut situées dans son diocèse ( Augsbourg et Mindelheim) de reconnaître l'autorité de la supérieure générale de Munich et de vénérer la mémoire de leur fondatrice. Ce conflit de juridiction incite le pape Benoît XIV à publier le bref Quamvis iustus du 30 avril 1749, par lequel il approuve formellement la charge de supérieure générale mais interdit aux dames anglaises de reconnaître Mary Ward comme fondatrice pour ne pas contredire la bulle d'Urbain VIII. L'interdiction de considérer Ward comme fondatrice n'est levée que le 6 avril 1909 par le pape Pie X. Pour souligner l'inspiration ignatienne de l'organisation et la spiritualité de l'institut, les dames anglaises adoptent en 2003 le nom de Congregatio Jesu.

## Activités et diffusion
Les sœurs exercent leur apostolat d'éducation dans les écoles, les pensionnats et les orphelinats. En terres de mission, elles se consacrent également aux soins hospitaliers et aux œuvres paroissiales.
Les sœurs sont présentes en: 
- Europe : Autriche, Allemagne, Espagne, Hongrie, Italie, Royaume-Uni, Roumanie, Slovaquie, Tchéquie, Ukraine.
- Amérique : Argentine, Brésil, Chili, Cuba.
- Afrique : Mozambique, Zimbabwe.
- Asie : Birmanie, Corée du Sud, Inde, Mongolie, Népal, Philippines.

La maison-mère est via Nomentana à Rome.
En 2017, la congrégation comptait 1660 sœurs dans 221 maisons.